# Meniscus (anatomie)

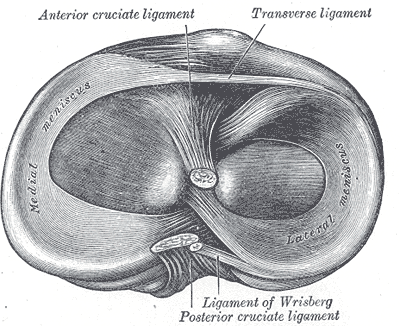
De menisci in de rechterknie, van bovenaf gezien.

Een meniscus (meervoud menisci of meniscussen) is in de anatomie een schijfje kraakbeen dat zich los tussen de benige uiteinden van sommige gewrichten bevindt. Bij de mens bevinden zich in de knie menisci. In tegenstelling tot een discus, die twee botuiteinden compleet van elkaar scheidt in een gewricht, bedekt een meniscus maar een gedeelte van de botoppervlakken.
De ronde uiteinden van het dijbeen of femur, de zogenaamde condyli femoris, raken het min of meer vlakke plateau van het scheenbeen (tibia) slechts over een klein oppervlak. De ruimte rond dit contactvlakje wordt opgevuld door de menisci, twee elkaar in het midden rakende ringvormige structuren van kraakbenig bindweefsel die aan de randen dikker zijn en in het midden dun uitlopen. Bij buigen onder drukbelasting verdelen ze de druk van het dijbeen op het scheenbeen over een groter gebied. De meniscus zit aan de zijkanten rondom vast aan het gewrichtskapsel. De binnenste meniscus zit tevens vast aan de binnenste knieband (ligamentum collaterale tibiale).

## Meniscusruptuur
De meniscus wordt vrij vaak beschadigd bij intensieve sporten zoals voetbal, waarbij vooral de rotatie in de knie met gefixeerde voet berucht is: de 'voetbalknie'. De binnenste (ook wel mediale) meniscus loopt een grotere kans op beschadiging dan de buitenste (ook wel laterale), omdat de binnenste vastzit aan de knieband en daardoor minder flexibel in zijn bewegingen is. Letsels van de meniscus kunnen onder andere bestaan uit scheuren in radiale richting, in horizontale richting en in de richting van de cirkelvorm van de meniscus, de zgd. 'bucket handle' scheur.
Vaak geven deze letsels weinig klachten; soms treden klachten op als pijn en zwelling van de knie of 'vastzitten' in een bepaalde stand. Als dit een belangrijke hinder oplevert in het dagelijks leven moet soms operatief worden ingegrepen.
Een beschadigde meniscus herstelt zich niet; bij een eventuele operatie wordt getracht zo veel mogelijk van de meniscus te bewaren omdat een knie zonder meniscus een belangrijk beschermingsmechanisme mist en sneller artrose zal ontwikkelen. Er wordt onderzoek gedaan naar kunstmatige menisci en naar meniscustransplantatie, voor zover bekend vooralsnog zonder toepasbare resultaten.
In zeldzame gevallen is herstel mogelijk. Vroeger werd aangenomen dat de meniscus niet doorbloed is. Nu weten we dat het buitenste gedeelte voorzien is van minimale bloedvaatjes, vandaar dat bij beschadiging van de buitenkant van de meniscus vaak wel herstel mogelijk is.